# Saison 2016 de l'équipe cycliste Androni Giocattoli-Sidermec
La saison 2016 de l'équipe cycliste Androni Giocattoli-Sidermec est la vingt-et-unième de cette équipe.

## Préparation de la saison 2016

### Arrivées et départs
| Arrivées          | Équipe 2015                     |
| ----------------- | ------------------------------- |
| Egan Bernal       | ?                               |
| Giorgio Cecchinel | Southeast                       |
| Francesco Gavazzi | Southeast                       |
| Luca Pacioni      | Viris Maserati-Sisal Matchpoint |
| Daniele Ratto     | UnitedHealthcare                |
| Mirko Selvaggi    | Wanty-Groupe Gobert             |
| Rodolfo Torres    | Colombia                        |
| Davide Viganò     | Idea 2010 ASD                   |

| Départs            | Équipe 2016                          |
| ------------------ | ------------------------------------ |
| Davide Appollonio  | suspension                           |
| John Ebsen         | ONE                                  |
| Carlos Gálviz      | ?                                    |
| Oscar Gatto        | Tinkoff                              |
| Yonder Godoy       | Wilier Triestina-Southeast           |
| Carlos Giménez     | ?                                    |
| František Padour   | ?                                    |
| Jackson Rodríguez  | Fedeindustria-Gobernación de Yaracuy |
| Emanuele Sella     | retraite                             |
| Simone Stortoni    | ?                                    |
| Fabio Taborre      | suspension                           |
| Gianfranco Zilioli | Nippo-Vini Fantini                   |
| Andrea Zordan      | Roth                                 |

## Coureurs et encadrement technique

### Effectif
| Cycliste             | Date de naissance | Nationalité | Équipe 2015                     |  |
| -------------------- | ----------------- | ----------- | ------------------------------- |  |
| Marco Bandiera       | 12 juin 1984      | Italie      | Androni Giocattoli-Sidermec     |  |
| Marco Benfatto       | 6 janvier 1988    | Italie      | Androni Giocattoli-Sidermec     |  |
| Egan Bernal          | 13 janvier 1997   | Colombie    | ?                               |  |
| Giorgio Cecchinel    | 24 juin 1989      | Italie      | Southeast                       |  |
| Francesco Chicchi    | 27 novembre 1980  | Italie      | Androni Giocattoli-Sidermec     |  |
| Tiziano Dall'Antonia | 26 juillet 1983   | Italie      | Androni Giocattoli-Sidermec     |  |
| Marco Frapporti      | 30 mars 1985      | Italie      | Androni Giocattoli-Sidermec     |  |
| Francesco Gavazzi    | 1er août 1984     | Italie      | Southeast                       |  |
| Alberto Nardin       | 30 avril 1990     | Italie      | Androni Giocattoli-Sidermec     |  |
| Luca Pacioni         | 13 août 1993      | Italie      | Viris Maserati-Sisal Matchpoint |  |
| Franco Pellizotti    | 15 janvier 1978   | Italie      | Androni Giocattoli-Sidermec     |  |
| Daniele Ratto        | 5 octobre 1989    | Italie      | UnitedHealthcare                |  |
| Mirko Selvaggi       | 11 février 1985   | Italie      | Wanty-Groupe Gobert             |  |
| Alessio Taliani      | 11 octobre 1990   | Italie      | Androni Giocattoli-Sidermec     |  |
| Rodolfo Torres       | 21 mars 1987      | Colombie    | Colombia                        |  |
| Serghei Țvetcov      | 29 octobre 1988   | Roumanie    | Androni Giocattoli-Sidermec     |  |
| Davide Viganò        | 12 juin 1984      | Italie      | Idea 2010 ASD                   |  |
| Stagiaire            | Date de naissance | Nationalité | Équipe 2016                     |  |
| Raffaello Bonusi     | 31 janvier 1992   | Italie      | General Store Bottoli Zardini   |  |
| Mattia De Marchi     | 3 juin 1991       | Italie      | Friuli                          |  |
| Rino Gasparrini      | 8 avril 1992      | Italie      | Beltrami-Argon 18               |  |

## Bilan de la saison

### Victoires
| Date       | Course                                      | Pays     | Classe | Vainqueur         |
| ---------- | ------------------------------------------- | -------- | ------ | ----------------- |
| 20/05/2016 | 1re étape du Tour de Bihor                  | Roumanie | 2.2    | Egan Bernal       |
| 21/05/2016 | 2e étape du Tour de Bihor                   | Roumanie | 2.2    | Marco Benfatto    |
| 22/05/2016 | 3e étape du Tour de Bihor                   | Roumanie | 2.2    | Marco Benfatto    |
| 22/05/2016 | Classement général du Tour de Bihor         | Roumanie | 2.2    | Egan Bernal       |
| 03/06/2016 | 1re étape des Boucles de la Mayenne         | France   | 2.1    | Francesco Chicchi |
| 24/06/2016 | Championnat de Roumanie du contre-la-montre | Roumanie | CN     | Serghei Țvetcov   |
| 10/07/2016 | 4e étape du Sibiu Cycling Tour              | Roumanie | 2.1    | Davide Vigano     |
| 29/07/2016 | 2e étape du Tour du Portugal                | Portugal | 2.1    | Francesco Gavazzi |
| 09/09/2016 | 1re étape du Tour de Chine I                | Chine    | 2.1    | Marco Benfatto    |
| 10/09/2016 | 2e étape du Tour de Chine I                 | Chine    | 2.1    | Marco Benfatto    |
| 12/09/2016 | 3e étape du Tour de Chine I                 | Chine    | 2.1    | Raffaello Bonusi  |
| 13/09/2016 | 4e étape du Tour de Chine I                 | Chine    | 2.1    | Mattia De Marchi  |
| 16/09/2016 | 6e étape du Tour de Chine I                 | Chine    | 2.1    | Marco Benfatto    |
| 16/09/2016 | Classement général du Tour de Chine I       | Chine    | 2.1    | Raffaello Bonusi  |
| 17/09/2016 | Mémorial Marco Pantani                      | Italie   | 1.1    | Francesco Gavazzi |
| 19/09/2016 | 1re étape du Tour de Chine II               | Chine    | 2.1    | Marco Benfatto    |
| 24/09/2016 | 4e étape du Tour de Chine II                | Chine    | 2.1    | Marco Benfatto    |
| 25/09/2016 | 5e étape du Tour de Chine II                | Chine    | 2.1    | Marco Benfatto    |
| 25/09/2016 | Tour de Chine II                            | Chine    | 2.1    | Marco Benfatto    |

### Résultats sur les courses majeures
Les tableaux suivants représentent les résultats de l'équipe dans les principales courses du calendrier international dans lesquelles l'équipe bénéficie d'une invitation (les cinq classiques majeures et les trois grands tours). Pour chaque épreuve est indiqué le meilleur coureur de l'équipe, son classement ainsi que les accessits glanés par Androni Giocattoli-Sidermec sur les courses de trois semaines.

#### Classiques
| Classique            | Milan-San Remo | Tour des Flandres | Paris-Roubaix | Liège-Bastogne-Liège | Tour de Lombardie |
| -------------------- | -------------- | ----------------- | ------------- | -------------------- | ----------------- |
| Coureur (classement) |                |                   |               |                      |                   |

#### Grands tours
| Grand tour           | Tour d'Italie | Tour de France | Tour d'Espagne |
| -------------------- | ------------- | -------------- | -------------- |
| Coureur (classement) |               |                |                |
| Accessits            |               |                |                |